# Ramat Gan
Ramat Gan (hebräisch רָמַת־גַּן ‚Gartenhöhe‘) ist eine Stadt in der Nähe von Tel Aviv in Israel. Ramat Gan ist Teil der Metropolregion Gusch Dan im Bezirk Tel Aviv und hat 159.159 Einwohner (2018).

## Allgemeine Informationen
Ramat Gan wurde als landwirtschaftliche Siedlung (Moschaw) 1921 gegründet. Im Lauf der Jahre kamen immer mehr Menschen in diese attraktive, zentral gelegene und sehr grüne Gegend. Die Gemeinde hat sich dadurch sehr verändert und sich zu einer Industrie- und Handelsstadt entwickelt. Der Ramat Gan Safaripark beherbergt unter anderem mehr als dreißig Flusspferde sowie eine Elefantenherde mit den weltweit besten Zuchterfolgen Asiatischer Elefanten.
Das Harry Oppenheimer Diamond Museum zeigt die Geschichte der Diamantenverarbeitung in Israel.
Heute ist Ramat Gan Standort des Sheba Medical Center (größtes Krankenhaus Israels, im Stadtteil Tel HaShomer), des israelischen Fußball-Nationalstadions, der zweitgrößten Diamantenbörse der Welt, der Israel Diamond Exchange, und des höchsten Gebäudes Israels, des 244 Meter hohen City Gate. Die Bar-Ilan-Universität hat ebenfalls ihren Sitz in Ramat Gan. 2023 wurden nördliche Viertel der Stadt mit der Roten Linie ans Danqal-Stadtbahnsystem der Metropole Tel Aviv angeschlossen. Die Rote Linie bedient die Stadt mit zwei Halten, einen an der Diamantenbörse (Abba Hillel) und einen am Rechov Bialik gleichen Namens.

## Bürgermeister
- 1926–1969 – Avraham Krinitzi
- 1969–1983 – Yisrael Peled
- 1983–1989 – Uri Amit
- 1989–2013 – Zvi Bar
- 2013–2018 – Yisrael Zinger
- seit 2018 – Carmel Shama

## Sehenswürdigkeiten
Seit 1987 besteht das Ramat-Gan-Museum für Israelische Kunst.
Das Wohn- und Bürogebäude City Gate in Ramat Gan gilt als das höchste Gebäude Israels. 2022 wurde in Ramat Gat das Jüdische Weltsportmuseum Iris Smith eröffnet (benannt nach der Hauptsponsorin Iris Smith).

## Städtepartnerschaften
Die Partnerstädte von Ramat Gan sind:
- Barnet (Stadtbezirk von London, Vereinigtes Königreich)
- Breslau (Polen)
- Kassel (Deutschland)
- Main-Kinzig-Kreis (Deutschland)
- Pensa (Russland)
- Phoenix (Vereinigte Staaten)
- San Borja (Lima, Peru)
- Taoyuan (Republik China (Taiwan))
- Shenyang (Volksrepublik China)
- Straßburg (Frankreich)
- Szombathely (Ungarn)
- Weinheim (Deutschland)

## Bekannte Einwohner

### Gegenwärtige
- Avi Primor (* 1935), israelischer Diplomat, Publizist
- Silwan Schalom (* 1958), israelischer Außenminister (2003 bis Januar 2006)
- Meron Mendel (* 1976), Pädagoge und Direktor der Bildungsstätte Anne Frank
- Eden Ben Zaken (* 1994), Sängerin

### Ehemalige
- Ephraim Carlebach (1879–1936), Rabbiner und Gründer der ersten jüdischen Schule in Sachsen
- Aharon Davidi (1927–2012), ehemaliger Brigadegeneral der israelischen Armee und Begründer von dessen Freiwilligenprogramm Sar-El
- Abba Elchanan (1918–2008), Architekt
- Paul Goetzoff (1897–1960), Chasan und jüdischer Lehrer in Cochem
- Miriam Gillis-Carlebach (1922–2020), Hochschullehrerin
- Schmuel Gogol (1924–1993), Holocaust-Überlebender, Mundharmonikaspieler und Musikpädagoge, Gründer des Children's Harmonica Orchestra of Ramat Gan
- Menashe Kadishman (1932–2015), Maler, Zeichner, Bildhauer
- Leo Kahn (1894–1983), Künstler
- Joseph Marcus (1886–1961), Mitbegründer des Blau-Weiß (jüdischer Wanderbund)
- Käthe Ephraim Marcus (1892–1970), Malerin und Bildhauerin
- Ludwig Schwerin (1897–1983), Maler und Buchillustrator
- Niv Tel-Tzur (2001–2023), israelischer Meister im Kraftdreikampf, beim Massaker von Reʿim ermordet

## Söhne und Töchter der Stadt
- Dalia Rabikovich (1936–2005), Dichterin und Friedensaktivistin
- Aliza Gur (* 1944), Schauspielerin und Model
- Naftali Tamir (* 1944), Diplomat
- Ja’ir Schamir (* 1945), Politiker
- Nissan Slomiansky (* 1946), Politiker
- Avi Arad (* 1948), US-amerikanischer Filmproduzent und Geschäftsführer von Marvel Comics
- Dieter Graumann (* 1950), von 2010 bis 2014 Vorsitzender des Zentralrates der Juden in Deutschland
- Avi Nesher (* 1953), Regisseur, Drehbuchautor und Filmproduzent
- Alexander Lubotzky (* 1956), Mathematiker
- Irit Batsry (* 1957), US-amerikanisch-israelische Fotografin, Installations- und Video-Künstlerin
- Uri Adelman (1958–2004), Thriller-Schriftsteller
- Nava Macmel-Atir (* 1964), Schriftstellerin
- Rutu Modan (* 1966), Comicautorin
- Etgar Keret (* 1967), Schriftsteller
- Shai Agassi (* 1968), Unternehmer
- Lior Ashkenazi (* 1968), Schauspieler
- Nadav Henefeld (* 1968), Basketballspieler
- Gilad Katz (* 1968), Basketballspieler
- Guy Ben-Ner (* 1969), Videokünstler
- Michal Rozin (* 1969), Politikerin
- Danny Danon (* 1971), Politiker
- Doron Sheffer (* 1972), Basketballspieler
- Amir Katz (* 1973), Pianist
- Aviv Geffen (* 1973), Popmusiker
- Ishai Golan (* 1973), Schauspieler
- Oded Kattash (* 1974), Basketballspieler und -trainer
- Shy Nobleman (* 1974), Popmusiker und Schauspieler
- Meron Mendel (* 1976), Pädagoge und Direktor der Bildungsstätte Anne Frank
- Guri Alfi (* 1976), Schauspieler und Komiker
- Tamar Zandberg (* 1976), Politikerin
- Erez Majerantz (* 1980), Schriftsteller und Dramatiker
- Yuval Bronshtein (* 1984), Pokerspieler
- Lior Eliyahu (* 1985), Basketballspieler
- Inbar Lavi (* 1986), Schauspielerin
- Idan Vered (* 1989), Fußballspieler
- Kobi Marimi (* 1991), Sänger
- Gidi Kanyuk (* 1993), Fußballspieler
- Omri Altman (* 1994), Fußballspieler
- Daniel Poleshchuk (* 1996), Squashspieler
- Shai Perle (* 1997), Fußballspielerin
- Estel Valeanu (* 1999), Leichtathletin
- Guy Manster (* 2007), Schauspieler